# Sławjani
Sławjani (bułg. Славяни dawniej Simeonowo) – wieś w północnej Bułgarii, w obwodzie Łowecz, w gminie Łowecz.